# Radek Černý
Radek Černý (Praga, 18 de febrero del 1974) es un portero checo de fútbol que juega en el Queens Park Rangers de Inglaterra.

## Clubes
| Club                | País            | Año         | Partidos | Goles |
| ------------------- | --------------- | ----------- | -------- | ----- |
| Slavia Praga        | República Checa | 1999 - 2005 | 101      | 0     |
| Tottenham Hotspur   | Inglaterra      | 2005 - 2008 | 21       | 0     |
| Queens Park Rangers | Inglaterra      | 2008 -      | 73       | 0     |